# Abús de substàncies

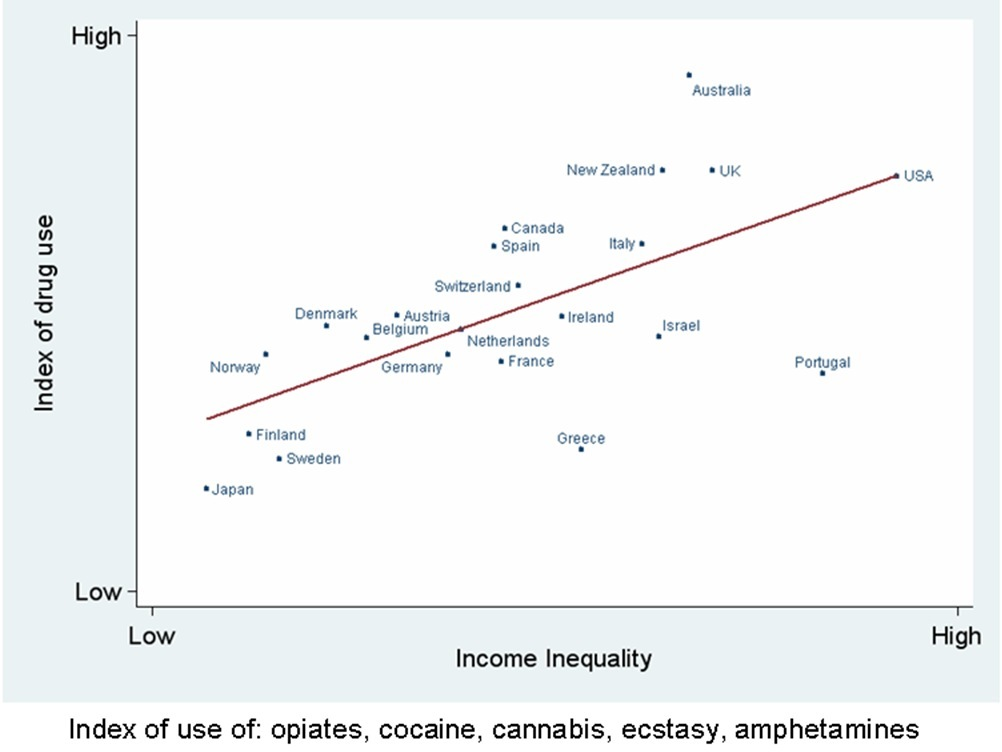

L'abús de substàncies, també anomenat abús de drogues, és l'ús de drogues en quantitats o mètodes que són perjudicials per a la mateixa persona o altres. És una forma de malaltia relacionada amb la substància. S'utilitzen diferents definicions d'ús indegut de drogues en contextos de salut pública, medicina i justícia penal. En alguns casos, el comportament delictiu o antisocial passa quan la persona està sota la influència d'una droga, i també poden ocórrer canvis de personalitat a llarg termini en les persones. A més dels possibles danys físics, socials i psicològics, l'ús d'algunes drogues també pot donar lloc a sancions penals, encara que aquestes varien àmpliament segons la jurisdicció local.
Les drogues associades amb més freqüència amb aquest terme inclouen: alcohol, amfetamines, barbitúrics, benzodiazepines, cànnabis, cocaïna, al·lucinògens, metaqualona i opioides. La causa exacta de l'abús de substàncies no és clara, i les dues teories predominants són: una disposició genètica que s'aprèn d'altres, o un hàbit que, si es desenvolupa l'addicció, es manifesta com una malaltia crònica debilitant.
El 2010, al voltant del 5% de la població mundial (230 milions) van consumir una substància il·lícita. D'aquests, 27 milions tenen un consum de drogues d'alt risc, també conegut com a consum recurrent de drogues, que els causa danys a la seva salut, problemes psicològics o problemes socials que els posen en risc d'aquests perills. El 2015, els trastorns per consum de substàncies van provocar 307.400 morts, enfront de 165.000 morts el 1990. D'aquests, els números més alts corresponen a trastorns per consum d'alcohol en 137.500, trastorns per ús d'opioides en 122.100 morts, trastorns per ús d'amfetamines en 12.200 morts i trastorns per ús de cocaïna en 11.100.